# Tony Renna
Tony Renna (ur. 23 listopada 1976 roku w Victorville, zm. 21 października 2003 roku w Indianapolis) – amerykański kierowca wyścigowy.

## Kariera
Renna rozpoczął karierę w międzynarodowych wyścigach samochodowych w 1995 roku od startów w Brytyjskiej Formule 3, gdzie jednak nie zdobywał punktów. W późniejszych latach Amerykanin pojawiał się także w stawce Formuły Opel Lotus Nations Cup, Barber Dodge Pro Series, U.S. F2000 National Championship, Indy Lights, SCCA World Challenge, IndyCar Series oraz Indianapolis 500.
Renna zginął w wypadku podczas testów na torze Indianapolis Motor Speedway.